# Spata-Artemis
Spata-Artemis (tiếng Hy Lạp: ?) là một khu tự quản ở vùng Attiki, Hy Lạp. Khu tự quản Spata-Artemis có diện tích 74 km², dân số theo điều tra ngày 18 tháng 3 năm 2001 là 25138 người.